# 俞世治

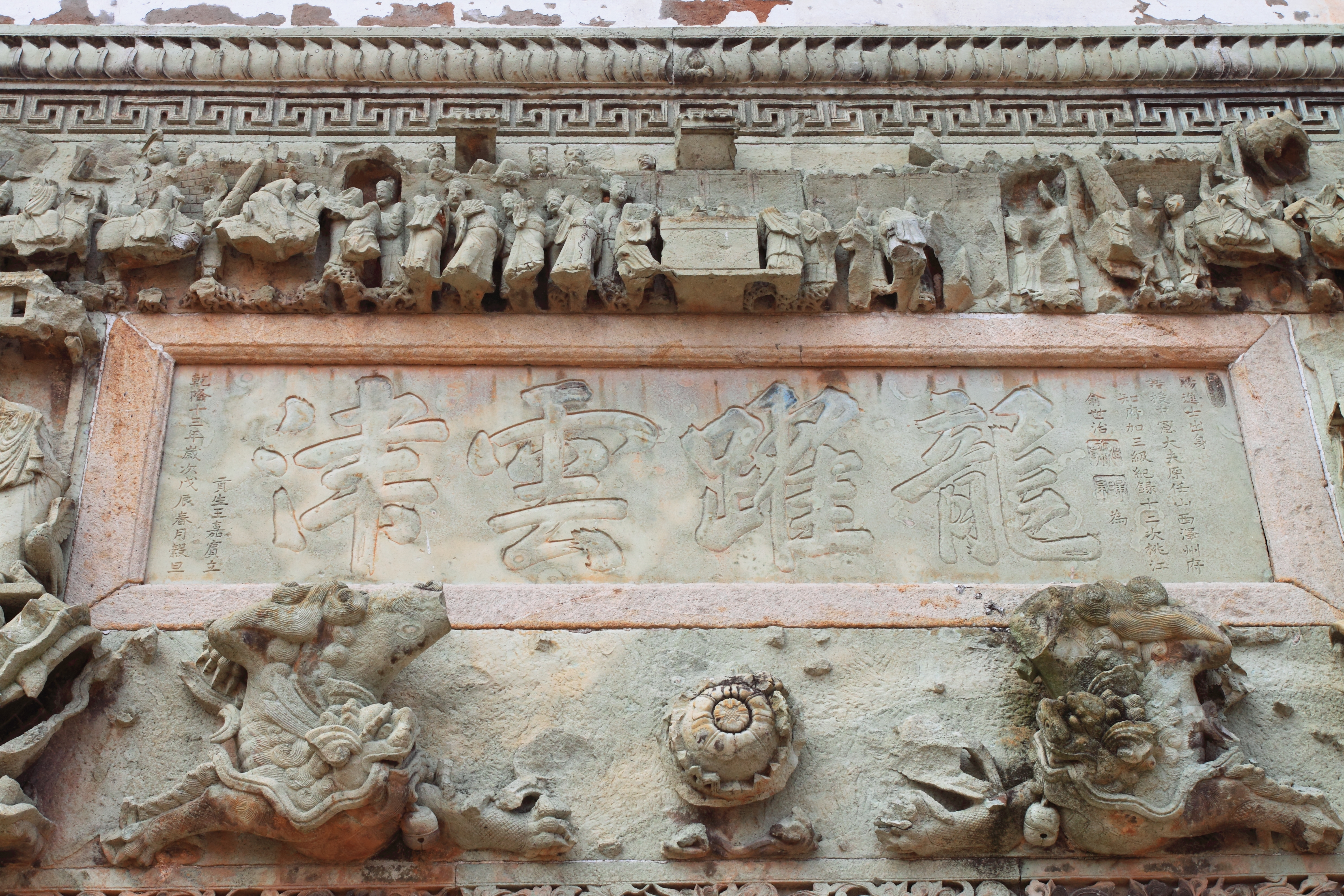
广丰县十都村“龍躍雲津”宅，匾额为俞世治手书

俞世治（？—1747年），江西省广丰县十都人，清朝政治人物。
雍正十一年癸丑科（1733年）进士。乾隆六年（1741年）授补山西平阳府知府，乾隆八年（1743年）十月调泽州府知府。乾隆十二年（1747年）因年老患病致仕。